# Parallelia concolor
Parallelia concolor är en fjärilsart som beskrevs av Augustus Radcliffe Grote 1893. Parallelia concolor ingår i släktet Parallelia och familjen nattflyn. Inga underarter finns listade i Catalogue of Life.